# Élection présidentielle moldave de 2020
L'élection présidentielle moldave de 2020 a lieu les 1er et 15 novembre 2020 afin d'élire le président de la république de Moldavie.
Le scrutin prend comme le précédent la forme d'un vote sur les liens internationaux du pays, le second tour voyant s'affronter le président sortant Igor Dodon, pro-russe, à l'ancienne Première ministre Maia Sandu, favorable à un rapprochement avec l'Union européenne. Contrairement à l'élection de 2016, Maia Sandu se qualifie en tête du premier tour, avant de l’emporter au second face au président sortant, avec plus de 57 % des suffrages exprimés.

## Contexte

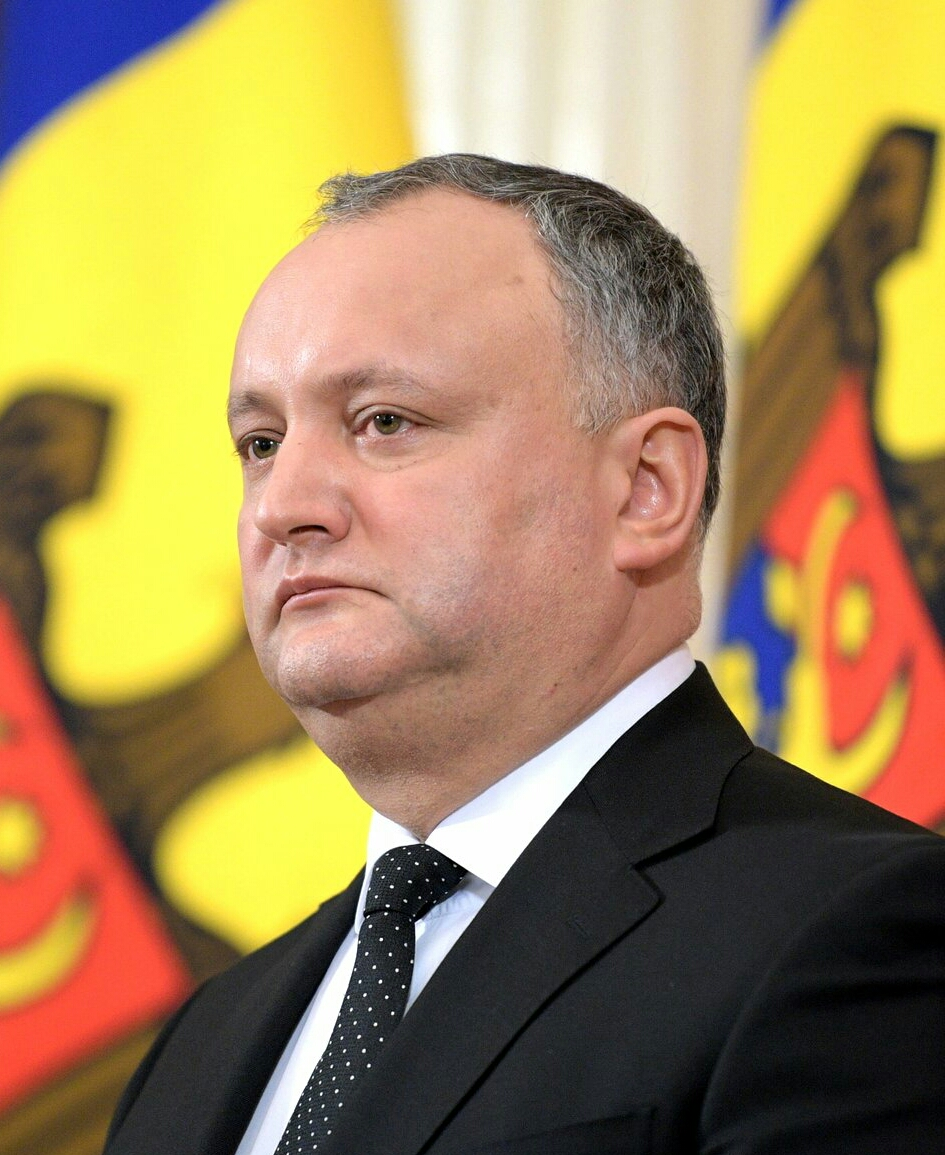
Igor Dodon, président sortant.

L'élection présidentielle de 2016 est organisée dans le contexte d'un mouvement protestataire contre l'oligarchie, la corruption et l'ensemble de la classe politique jugée responsable de la situation économique désastreuse de la Moldavie, pays le plus pauvre d'Europe. Le mouvement aboutit à la chute du gouvernement, sans toutefois provoquer de changements plus profonds. Organisée au suffrage direct pour la première fois depuis 1996 en raison de l'incapacité chronique du parlement de s'acquitter de cette tache, l'élection présidentielle de 2016 voit la victoire au second tour d'Igor Dodon — candidat du Parti des socialistes de la république de Moldavie (PSRM), une formation pro-russe — sur Maia Sandu, candidate du Parti action et solidarité (PAS), formation pro-européenne et anti-oligarchique.
Les législatives de février 2019, qui connaissent la plus faible participation depuis l'indépendance du pays, donnent quant à elles lieu à une division du parlement entre trois formations aux vues initialement irréconciliables. Le PSRM obtient en effet la majorité relative avec un tiers des sièges, devançant de peu le Parti démocrate (PDM), parti oligarchique pro-européen au pouvoir. La coalition Parti action et solidarité-Plateforme vérité et dignité, dite ACUM, pro-européenne mais farouchement opposée au PDM qu'elle accuse de corruption, fait son entrée au parlement en arrivant en troisième position. La division du parlement mène ainsi à un blocage institutionnel, qui conduit le président Igor Dodon à menacer de convoquer des élections anticipées avant qu'une coalition entre socialistes et ACUM ne soit formée in extremis le 8 juin 2019, portant Maia Sandu (PAS) au poste de Premier ministre. Les démocrates saisissent cependant la Cour constitutionnelle, qui invalide sa nomination et tente d'imposer des élections anticipées, conduisant à la crise constitutionnelle moldave de 2019, qui voit finalement Maia Sandu confirmée dans ses fonctions.

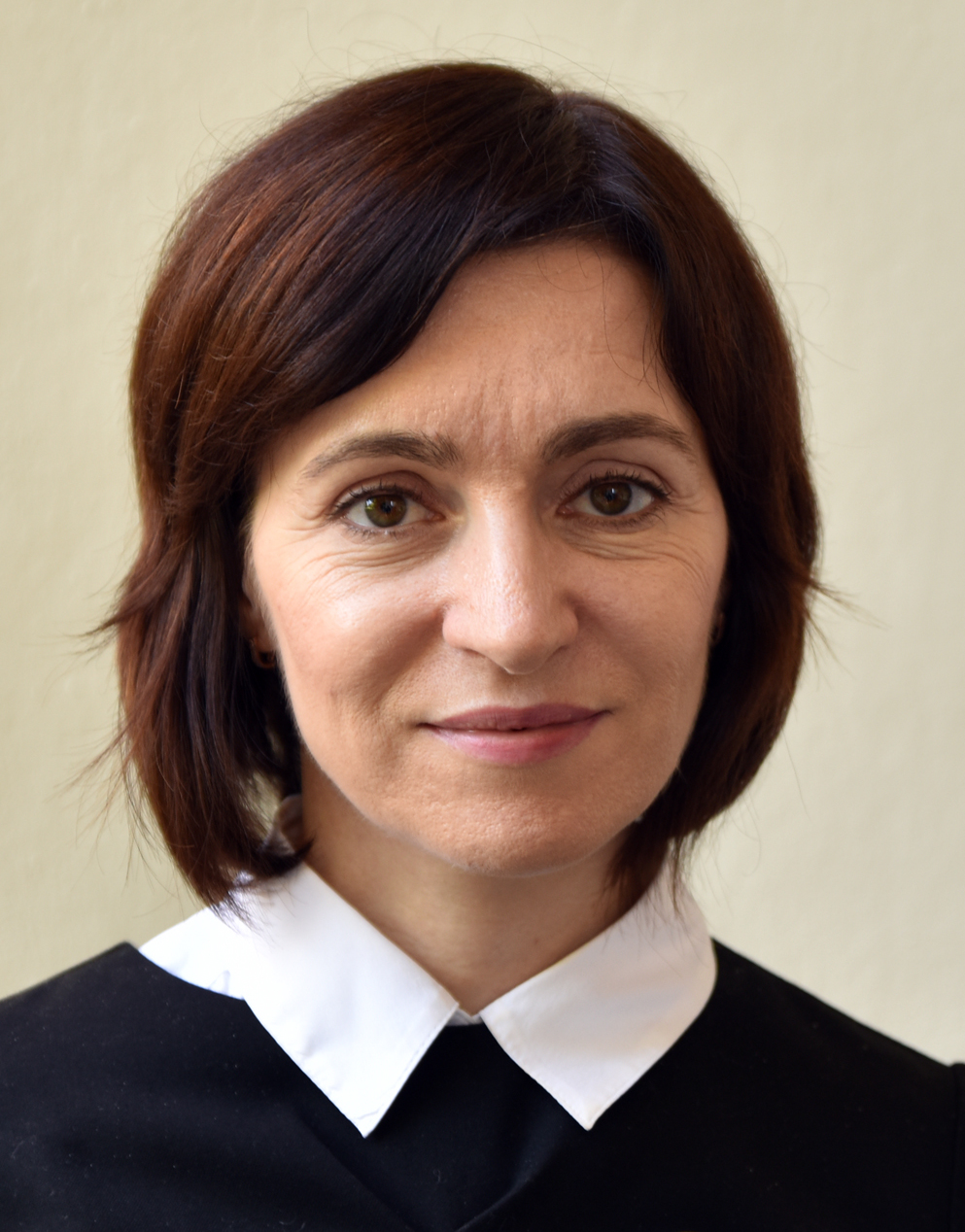
Maia Sandu, principale dirigeante de l’opposition pro-européenne.

L'alliance gouvernementale conclue entre les « Acum » pro-européens et les socialistes pro-russes est alors largement vue dans chacun des deux camps comme temporaire, le temps de démanteler les réseaux oligarchiques de Plahotniuc installés aux postes clés, et de rétablir l'État de droit dans le pays,. Au cours des cinq mois suivant la formation du gouvernement, le Parti démocrate s'effondre dans les sondages, en faveur de la coalition ACUM et surtout des socialistes, qui remportent les élections municipales d'octobre et novembre 2019, notamment dans la capitale Chișinău où Ion Ceban l'emporte au second tour par 52,39 % des voix contre le candidat de l'ACUM Andrei Nastase,.
Dans les semaines qui suivent les municipales, le Parti des socialistes fait tomber le gouvernement Sandu à la suite d'un désaccord sur une réforme du mode d'élection du procureur de la République portée par la Première ministre. Une motion de censure est votée avec le soutien des démocrates par 63 voix sur 101, et permet au président Igor Dodon de nommer Ion Chicu au poste de Premier ministre,. Cet ancien ministre de l'Économie et proche conseiller du président est présenté par ce dernier comme un technocrate indépendant,. Son gouvernement, uniquement composé d'indépendants proches du président ou ayant participé à des gouvernements démocrates, obtient les soutiens combinés des socialistes et des démocrates. Ces derniers l’intègrent pleinement par la suite à la faveur d'un remaniement, cimentant l'alliance de circonstance entre les deux formations,.

## Mode de scrutin
Le président de la république de Moldavie est élu au scrutin uninominal majoritaire à deux tours pour un mandat de quatre ans renouvelable une seule fois de manière consécutive. Est élu le candidat ayant recueilli la majorité absolue des suffrages exprimés au premier tour, à condition que le quorum de participation de 33 % des inscrits ait été franchit. À défaut, un second tour est organisé deux semaines plus tard entre les deux candidats arrivés en tête, et celui recueillant le plus de voix est déclaré élu, sans condition de participation.
En accord avec l'article 78(2) de la Constitution, « peut être élu président de la République le citoyen ayant le droit de vote, qui a atteint l'âge de 40 ans révolus, qui habite ou a habité sur le territoire de la république de Moldavie au moins 10 années et qui parle couramment la langue officielle ».

## Campagne

### Premier tour
La campagne électorale voit comme à son habitude s'opposer les partisans d'un rapprochement avec la Russie et ceux d'un rapprochement avec l'Union européenne, respectivement regroupés autour du président Igor Dodon et de l'ancienne Première ministre Maia Sandu. À cet affrontement vient cependant s'ajouter un discours populiste et anti système principalement porté par Renato Usatîi.

#### Igor Dodon

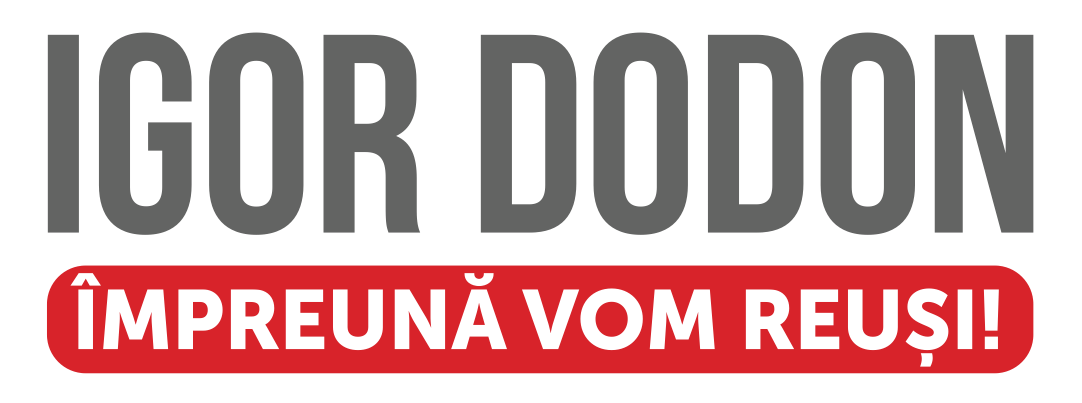
Logo de campagne de Dodon

La campagne du président sortant, entamée officiellement le 9 septembre, est marquée par plusieurs promesses de campagne destinées à rallier la part russophile de la population moldave. Igor Dodon met ainsi en avant son intention de légiférer pour donner un rôle officiel à la langue russe et à rendre son apprentissage obligatoire à l'école, tout en renforçant les liens économiques avec la Russie. Son programme est également axé sur la consolidation du système de sécurité sociale, la mise en avant des valeurs chrétiennes et familiales, ainsi que sur la préservation de l'intégrité territoriale du pays.
Sa candidature, officiellement indépendante en raison de l'interdiction faite au président d'être membre d'un parti, reçoit le soutien officiel de son ancienne formation politique, le Parti des socialistes de la république de Moldavie.

#### Maia Sandu

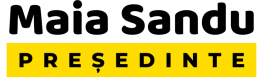
Logo de campagne de Sandu

Maia Sandu déclare dès le 18 juillet 2020 son intention de se porter à nouveau candidate à la présidence. Les premiers mois sont marqués par la déchirure de l'alliance de son parti, le Parti action et solidarité, d'avec la Plateforme vérité et dignité, qui l'avait en 2016 portée comme candidate commune de leur alliance, le Bloc électoral ACUM. S'estimant trop mise à l'écart au sein du bloc électoral, la plateforme présente son propre candidat, Andrei Năstase.
Lancée officiellement le 2 octobre par deux discours — l'un en roumain, l'autre en russe —, la campagne de Sandu se concentre sur des promesses de lutte contre la corruption et la pauvreté ainsi que sur une réforme du système judiciaire. Ce dernier point avait mené à la chute du Gouvernement Sandu l'année précédente à la suite du retrait du soutien du PSRM. En tant que candidate, celle-ci réitère au président sortant ses accusations de sabotage délibéré des réformes dans le domaine. Dodon est également accusé d'une mauvaise gestion de la pandémie de Covid-19 et de ses conséquences économiques, de dévoiement des moyens présidentiels en faveur de sa campagne, ainsi que de tentatives de fraude électorale,,.
L'ancienne Première ministre affiche également des objectifs de baisse du chômage et de liens resserrés avec l'Union européenne, tout en promettant une augmentation à 2 000 Leu du minimum vieillesse (environ 100 euros).

#### Renato Usatîi

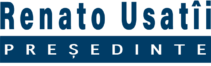
Logo de campagne d'Usatîi

Après avoir annoncé publiquement songer à se présenter fin juillet 2020, le dirigeant de Notre Parti, Renato Usatîi, annonce sa décision d'entrer en lice le 27 août suivant, avant de l'officialiser par le dépôt d'une candidature le 7 septembre.
Renato Usatîi débute sa campagne le 2 octobre par un discours au cours duquel il présente ses principaux objectifs : servir et représenter le peuple, lutter contre la corruption et le népotisme, et résoudre tous les problèmes des électeurs. Ces différents éléments ainsi que plusieurs de ses promesses de campagne amène le candidat à être qualifié de populiste et anti système. Usatîi affirme ainsi vouloir éradiquer la corruption par la mise en place d'un équivalent moldave au Mossad, dissoudre immédiatement le parlement et supprimer certains échelons administratifs.
Russophone affirmé, mais partisan d'un rapprochement économique avec la Roumanie et l'Ukraine, le candidat se révèle un farouche opposant au président Igor Dodon, contre lequel il organise plusieurs manifestations, et annonce son intention de le poursuivre en justice une fois élu,. Utilisant fréquemment des vidéos publiées sur les réseaux sociaux dans lesquelles il s'adresse directement aux électeurs, Usatîi accuse Igor Dodon de corruption, de falsification de sondages, d'espionnage à l'encontre de sa campagne, et de tentative de fraude électorale via l'acheminement d'électeurs pro russes en provenances de la région séparatiste de Transnistrie,,.

### Entre-deux-tours
Maia Sandu reçoit le soutien d'Andrei Năstase, ainsi que des candidats Dorin Chirtoacă et Octavian Țîcu, partisans affirmés de l'unification du pays avec la Roumanie,,. Renato Usatîi appelle à voter contre Igor Dodon au second tour, sans pour autant soutenir directement Maia Sandu. La candidate du très russophile Parti Șor, Violeta Ivanov, ne se prononce quant à elle pour aucun candidat, se contentant de recommander à ses électeurs de voter pour le programme se rapprochant le plus du sien.

## Résultats
| Candidat                 | Candidat                 | Parti                    | 1er tour  | 1er tour | 2d tour   | 2d tour |
| Candidat                 | Candidat                 | Parti                    | Voix      | %        | Voix      | %       |
| ------------------------ | ------------------------ | ------------------------ | --------- | -------- | --------- | ------- |
|                          | Maia Sandu               | PAS                      | 487 635   | 36,16    | 943 006   | 57,72   |
|                          | Igor Dodon               | PSRM                     | 439 866   | 32,61    | 690 614   | 42,28   |
|                          | Renato Usatîi            | PN                       | 227 939   | 16,90    |           |         |
|                          | Violeta Ivanov           | ȘOR                      | 87 542    | 6,49     |           |         |
|                          | Andrei Năstase           | PPDA                     | 43 924    | 3,26     |           |         |
|                          | Octavian Țîcu            | PUN                      | 27 170    | 2,01     |           |         |
|                          | Tudor Deliu              | PLDM                     | 18 486    | 1,37     |           |         |
|                          | Dorin Chirtoacă          | MPU                      | 16 157    | 1,20     |           |         |
|                          |                          |                          |           |          |           |         |
| Suffrages exprimés       | Suffrages exprimés       | Suffrages exprimés       | 1 348 719 | 98,55    | 1 633 620 | 99,00   |
| Votes blancs et nuls     | Votes blancs et nuls     | Votes blancs et nuls     | 19 797    | 1,45     | 16 511    | 1,00    |
| Total                    | Total                    | Total                    | 1 368 516 | 100      | 1 650 131 | 100     |
| Abstentions              | Abstentions              | Abstentions              | 1 627 375 | 54,32    | 1 362 271 | 44,22   |
| Inscrits / participation | Inscrits / participation | Inscrits / participation | 2 995 891 | 45,68    | 2 995 891 | 55,78   |

 Représentation des résultats du second tour :
| Maia Sandu (57,72 %) |  |  | Igor Dodon (42,28 %) |
| ▲                    |  |  |                      |
| Majorité absolue     |  |  |                      |

## Analyses

Candidat arrivé en tête au 1er tour par raïon.

Candidat arrivé en tête au tour par raïon.

### Premier tour
Comme en 2016, le second tour voit s'affronter le candidat russophile Igor Dodon à la candidate europhile Maia Sandu. Cette dernière arrive cependant en tête du premier tour contrairement au scrutin précédent, portée par les votes de la diaspora qui font démentir les sondages d'opinions, qui donnaient Dodon largement en tête.
Le premier tour est par ailleurs marqué par un plus grand éparpillement des voix, principalement en faveur du candidat russophile mais anti-système Renato Usatîi. Le report des voix de ce dernier est jugé décisif pour un second tour pressenti comme très serré,,. Sans appeler spécifiquement à voter pour Maia Sandu, il appelle le 6 novembre ses électeurs à voter contre Dodon au second tour. À l’étranger, Dodon reçoit le soutien de son homologue russe Vladimir Poutine, qui appelle les Moldaves à reconduire le président sortant tout en accusant les États-Unis d'orchestrer un « scénario révolutionnaire » dans le pays,.

### Second tour
Le second tour voit Maia Sandu faire à nouveau démentir les sondages d'opinions, qui prévoyaient des résultats serrés. La candidate du Parti action et solidarité l'emporte nettement avec une participation de près de 55 %, en hausse de dix points par rapport au premier tour et d’un peu plus d'un point par rapport à 2016. Il s'agit de la première victoire d'une femme à une présidentielle en Moldavie,.
L'issue du scrutin est perçu comme une baisse de l'influence russe dans le pays. Le bon résultat réalisé par Maia Sandu s’explique en partie par le vote de la diaspora, qui s’est beaucoup plus mobilisée qu’en 2016 et qui s’est prononcée en sa faveur à hauteur de 93 %. La candidate pro-européenne — qui remporte néanmoins 51 % des voix sur le seul territoire national — a également bénéficié de sa réputation d’« incorruptible » alors que le président sortant est visé par de multiples accusations de corruption,.
Igor Dodon félicite sa concurrente au cours d'une conférence de presse organisée le lendemain du scrutin. Le président roumain, Klaus Iohannis, lui emboîte le pas au cours d'une discussion par téléphone suivie d'une invitation à rencontrer Sandu dans la capitale Chișinău une fois celle-ci en fonction. La candidate reçoit notamment les félicitations du président ukrainien Volodymyr Zelensky, mais aussi du président russe Vladimir Poutine.

## Suites
Des élections législatives anticipées sont jugées probables, les forces pro-européennes alliées à la nouvelle présidente étant minoritaires au Parlement élu en 2019. À la suite du vote par le Parlement d'une loi retirant au président le contrôle des services de renseignement, des milliers de personnes manifestent à Chișinău le 6 décembre à l'appel de la présidente élue pour réclamer la démission du gouvernement Chicu et des élections législatives anticipées.
La loi est finalement suspendue le 8 décembre par la Cour constitutionnelle. Deux jours plus tard, cette dernière confirme les résultats de la présidentielle.
Devenu minoritaire au parlement, le gouvernement se retrouve fin décembre sous la menace d'une motion de censure le 23 décembre 2020. Quelques heures avant la mise au vote de la motion, cependant, Ion Chicu remet sa démission et celle de ses ministres, après s'être entretenu avec le président de la République Igor Dodon et la présidente du Parlement Zinaida Greceanîi. Il explique cette décision par l'objectif de dissoudre l'assemblée parlementaire et convoquer des élections législatives anticipées. Plus tôt dans le mois, environ 20 000 personnes avaient manifesté pour réclamer un tel scrutin, après que les députés avaient voté une loi transférant la supervision des services de renseignement du chef de l'État aux députés,.
Maia Sandu est investie présidente de la république le 23 décembre 2020. Après la démission du gouvernement Chicu fin décembre, la nouvelle présidente organise l'échec de deux candidats Premier ministre successifs à obtenir la confiance du Parlement début 2021 afin de provoquer la tenue anticipée d'élections législatives en juillet 2021.
Le scrutin s'avère une victoire décisive pour le Parti action et solidarité, qui remporte la majorité absolue des suffrages et assure à la présidente une confortable majorité des sièges au parlement. L'une de ses plus proches collaboratrice, Natalia Gavrilița, devient Première ministre le 6 août suivant.